# Bataille de Buttington
La bataille de Buttington se déroule en 893 près de Buttington, dans l'est du pays de Galles. Elle oppose une armée viking retranchée à Buttington aux forces combinées de la Mercie, du Wessex et de leurs alliés gallois.

## Contexte
Venue de l'Essex, l'armée viking menée par Hastein a traversé l'Angleterre d'est en ouest, remontant la Tamise, puis la Severn, en quête de butin. Elle établit un camp fortifié à Buttington, près de la frontière anglo-galloise, mais les forces anglo-saxonnes convergent sur elle de trois côtés. En effet, le seigneur mercien Æthelred, beau-frère du roi Alfred le Grand, les pourchasse depuis l'est, les ealdormen Æthelhelm et Æthelnoth remontent depuis le sud et les Gallois complètent l'encerclement à l'ouest.

## Déroulement
Après plusieurs semaines de siège, les Vikings, poussés par la faim, tentent une sortie. L'affrontement se solde par un massacre des deux côtés, mais les Anglais emportent la victoire, bien que la Chronique anglo-saxonne note la mort de nombreux thegns du roi Alfred, dont un certain Ordheah. Malgré leur victoire, les Anglais ne peuvent cependant empêcher une partie de l'armée viking de s'enfuir pour retourner à la base de Shoebury, dans l'Essex.